# Joe McHugh
Joe McHugh (ur. 16 lipca 1971 w Carrigart) – irlandzki polityk, senator, deputowany, od 2018 do 2020 minister edukacji.

## Życiorys
Absolwent ekonomii i socjologii w St Patrick's College w Maynooth (1992). W 1993 uzyskał również dyplom z zakresu edukacji. W latach 90. pracował m.in. jako nauczyciel.
Zaangażował się w działalność polityczną w ramach Fine Gael. W 1999 został radnym hrabstwa Donegal. W latach 2002–2007 zasiadał w Seanad Éireann. W 2007 wystartował z powodzeniem w wyborach do Dáil Éireann. Z powodzeniem ubiegał się o poselską reelekcję w 2011, 2016 i 2020.
W 2014 został ministrem stanu w departamencie komunikacji, energii i zasobów naturalnych, a w 2016 ministrem stanu m.in. do spraw diaspory. W 2017 objął stanowisko government chief whip oraz ministra stanu w departamencie kultury, uzyskując uprawnienie uczestnictwa w posiedzeniach gabinetu bez prawa głosu. W październiku 2018 w rządzie Leo Varadkara awansował na stanowisko ministra edukacji. Funkcję tę pełnił do czerwca 2020.